# Wieliszew (village)
Pour les articles homonymes, voir Wieliszew.
Wieliszew (prononciation : [vjɛˈliʂɛf]) est un village polonais de la gmina de Wieliszew dans le powiat de Legionowo de la voïvodie de Mazovie dans le centre-est de la Pologne.
Il est le siège administratif (chef-lieu) de la gmina appelée gmina de Wieliszew.
Il se situe à environ 7 kilomètres au nord-est de Legionowo (siège du powiat) et à 26 kilomètres au nord de Varsovie (capitale de la Pologne).
Le village possède approximativement une population de 4650 habitants en 2012.

## Histoire
De 1975 à 1998, le village appartenait administrativement à la voïvodie de Varsovie.